# Алгоритм Робинсона — Шенстеда
Алгоритм Робинсона — Шенстеда — комбинаторный алгоритм, впервые описанный Робинсоном в 1938, который устанавливает биективное соответствие между элементами симметрической группы {\displaystyle S_{n}} и парами стандартных таблиц Юнга той же формы. Он может рассматриваться как простое конструктивное доказательство тождества
{\displaystyle \sum _{\lambda \vdash n}(f^{\lambda })^{2}=n!}
где {\displaystyle \lambda \vdash n} означает, что {\displaystyle \lambda } пробегает все разбиения {\displaystyle n} и {\displaystyle f^{\lambda }} — количество стандартных диаграмм Юнга формы {\displaystyle \lambda }. Это достигается путём построения отображения из пар {\displaystyle \lambda }-таблиц {\displaystyle (P,Q)} в перестановки {\displaystyle \sigma }.

## Алгоритм

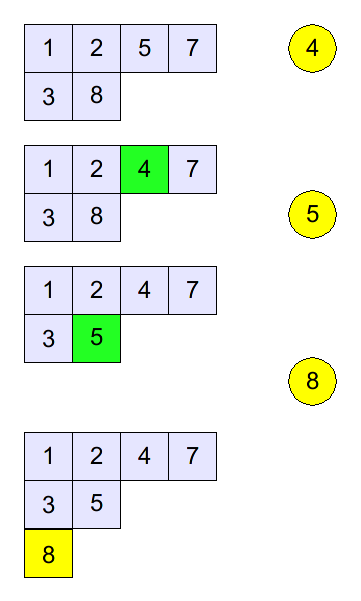
Вставка (4):
• (4) заменяет (5) в первой строке
• (5) заменяет (8) во второй строке
• (8) записывается в начало новой строки

Алгоритм Робинсона — Шенстеда начинает работу с перестановки {\displaystyle \sigma }, записанной в лексикографическом порядке:
{\displaystyle {\begin{pmatrix}1&2&3&\cdots &n\\\sigma _{1}&\sigma _{2}&\sigma _{3}&\cdots &\sigma _{n}\end{pmatrix}}}
где {\displaystyle \sigma (i)=\sigma _{i}}, и продолжает, создавая последовательность упорядоченных пар таблиц Юнга той же формы:
{\displaystyle (P_{0},Q_{0}),(P_{1},Q_{1}),(P_{2},Q_{2}),\ldots ,(P_{n},Q_{n}),}
где {\displaystyle P_{0}=Q_{0}=\varnothing } — пустые таблицы. На выходе получаются таблицы {\displaystyle P=P_{n}} и {\displaystyle Q=Q_{n}}.
На основе построенной {\displaystyle P_{i-1}} формируется {\displaystyle P_{i}} путём вставки Шенстеда (см. ниже) {\displaystyle \sigma (i)} в {\displaystyle P_{i-1}}. К {\displaystyle Q_{i}} добавляется {\displaystyle i} в квадрат, добавленный к форме при вставке, чтобы формы для {\displaystyle P_{i}} и {\displaystyle Q_{i}} были одинаковы для каждого {\displaystyle i}. Таким образом, стандартная таблица {\displaystyle P} записывает перестановку, а {\displaystyle Q} — регистрирует «рост» диаграммы Юнга.

## Неформальное описание вставки Шенстеда
Для вставки строки {\displaystyle x} в таблицу {\displaystyle T}:
```
   1. сделать первую строку T текущей
   2. в текущей строке найти первый элемент, который больше x
   3. если такой элемент найден
        обменять значения x и найденной ячейки
        сделать следующую строку текущей
        перейти на шаг 2.
      иначе:
        добавить x к концу текущей строки
        закончить
```

## Вариации и обобщения
- Шенстед независимо обнаружил алгоритм и обобщил его для случая {\displaystyle \sigma } — любая последовательность из {\displaystyle n} чисел (то есть, возможно, с повторениями). В этом случае {\displaystyle P} является полустандартной.
- Алгоритм Робинсона — Шенстеда — Кнута[англ.] был разработан Кнутом и устанавливает биективное соответствие между обобщенными перестановками (двустрочные массивы лексикографически упорядоченных положительных целых чисел) и парами полустандартных таблиц Юнга.